# Stowe Open 1983
Lo Stowe Open 1983 è stato un torneo di tennis giocato sul cemento. È stata la 6ª edizione del Stowe Open, che fa parte del Volvo Grand Prix 1983. Si è giocato a Stowe negli USA, dal 15 al 21 agosto 1983.

## Campioni

### Singolare
John Fitzgerald ha battuto in finale  Vijay Amritraj con il punteggio di 3–6, 6–2, 7–5

### Doppio
Brad Drewett /  Kim Warwick hanno battuto in finale  Fritz Buehning /  Tom Gullikson con il punteggio di 4–6, 7–5, 6–2